# ジヒドロエルゴタミン
ジヒドロエルゴタミン(Dihydroergotamine; DHE）は 片頭痛治療に用いられる麦角アルカロイドのひとつ。  エルゴタミンからの誘導体。 鼻腔スプレーや注射薬として投与され、スマトリプタンど同様の作用が得られる。 吐き気はよくみられる副作用のひとつ。
トリプタン系薬剤と同様の作用を示す。 セロトニン受容体へのアゴニストとして作用し、頭蓋内の血管を収縮させる。ドーパミンとアドレナリン受容体に対しても作用する。 

## 医療用途
皮下、筋肉内注射は、一般的に経鼻スプレーよりも効果的であり、患者が自己投与することもできる。 静脈内注射は重症片頭痛や片頭痛重積発作にとても有効であると考えられている。 DHEは 薬剤乱用頭痛の治療にも用いられる。

## 副作用
吐き気が経静脈的投与で一般的にみられる副作用である。他の投与経路では比較的少ない。 制吐剤(Antiemetics) がDHEによる嘔気に先立ち投与されることがある。 リスクや禁忌はトリプタン系の薬剤に似ている。 DHEとトリプタン系性冠動脈攣縮を起こす可能性があるため、24時間以内に併用してはならない。 DHEは依存性を持たない。

## 薬理
DHEの抗片頭痛作用は、セロトニン (5-HT)-1B-1D-1F、各受容体に対するアゴニストしての作用による。 他のセロトニン受容体、アドレナリン受容体、ドーパミン受容体にも作用する。

## 歴史
ジヒドロエルゴタミン(Dihydroergotamine; DHE）はエルゴタミンからの半合成物として1946年に承認された。

## 社会および文化

### 日本
- 日本では錠剤が流通していたが、ジヒデルゴット・ヒポラールとも販売中止となった。

適応症: 片頭痛（血管性頭痛）、起立性低血圧

### 米国
口腔投与での生体利用率が良くないため、米国では経口は用いられない。 DHEとして経鼻スプレー投与や皮下、 筋肉内 、 静脈内 に注射される。 鼻腔スプレー投与ではバイオアベイラビリティは注射投与の32%である。